# Persönlichkeitseigenschaft
Eine Persönlichkeitseigenschaft (englisch trait, auch Persönlichkeitsmerkmal) ist eine relativ stabile, zeitlich überdauernde Bereitschaft einer Person, die bestimmte Aspekte ihres Verhaltens in einer bestimmten Klasse von Situationen beschreiben und vorhersagen soll. So dient z. B. die Persönlichkeitseigenschaft Extraversion zur Beschreibung und Vorhersage des Verhaltensaspekts „extravertiert-introvertiert“ in sozialen Situationen. Zu den bekanntesten Persönlichkeitseigenschaften gehören die Big Five. Besonders charakteristische, als positiv eingestufte Eigenschaften einer Persönlichkeit bezeichnet man als ihre Stärken.
Der Begriff „Persönlichkeitseigenschaft“  muss unterschieden werden vom Begriff des aktuellen Zustandes einer Person (englisch state), der über Situationen hinweg variiert. Verhaltensgewohnheiten (englisch habit), also die erlernten Reaktionen auf spezifische Reize, werden ebenfalls nicht zu den Persönlichkeitsmerkmalen gerechnet.
Die Auffassung, dass das Verhalten und Erleben eines Menschen von seinen Persönlichkeitseigenschaften bestimmt wird, heißt Personismus.

## Definitionen
Vom Begriff der relativ stabilen Persönlichkeitseigenschaft abzugrenzen ist der Begriff des aktuellen Zustandes (englisch state) einer Person, der sich über die Zeit hinweg deutlich verändert. Beispiele dafür sind das Befinden und die Aufmerksamkeit im Verlauf des Tages. Menschen unterscheiden sich im Ausmaß und im Ablauf solcher Zustandsänderungen, z. B. wie stark sich ihre Grundstimmung verändern kann. Deswegen unterscheiden sich Persönlichkeitseigenschaften und Zustandsänderungen nur graduell in ihrer zeitlichen Konstanz. Auch die Fähigkeiten und Eigenschaften des Temperaments können sich verändern, nicht nur in Kindheit und Jugend, sondern auch im mittleren und höheren Lebensalter.
Nicht alle Psychologen teilen die eingangs genannte Definition, sondern verwenden den Begriff Persönlichkeitseigenschaft mit unterschiedlichem Bedeutungsumfang für:
- die verhältnismäßig überdauernden Eigenschaften oder auch die charakteristischen Veränderungen,
- die als grundlegend angesehenen Eigenschaften oder alle psychologisch interessanten individuellen Differenzen,
- die Eigenschaften des beobachtbaren und testpsychologisch fassbaren Verhaltens oder alle psychischen Eigenschaften einer Person, d. h. unter Einschluss der subjektiven Phänomene der Bewusstseinsprozesse und Erlebniswirklichkeit,
- die Eigenschaften des Verhaltens und Erlebens oder ebenso die Merkmale der biologischen Individualität, d. h. der genetischen und körperlichen Basis jener psychischen Eigenschaften.

Persönlichkeitseigenschaften in einem weiten Sinn umfassen alle psychologisch fassbaren individuellen Differenzen des Verhaltens und Befindens sowie ihre biologischen Grundlagen in der psychophysischen Individualität (Konstitution) des Menschen. Eine Persönlichkeitstheorie gibt das allgemeine Bezugssystem für diese Eigenschaften und die abzuleitenden praktisch-psychologischen Anwendungen; die Biografie liefert eine anschauliche Interpretation einer bestimmten Lebensgeschichte.
Viele Persönlichkeitstheoretiker betonen die Aufgabe, wissenschaftlich begründete Vorhersagen des individuellen Verhaltens zu geben. Diese Vorhersagen sind wegen der zahlreichen Einflussfaktoren auf das menschliche Verhalten und Befinden immer mit methodischen Vorbehalten und nur als relative Wahrscheinlichkeiten statistisch anzugeben. Wie auch in der Medizin ist die berufliche Praxis auf solche bedingten Vorhersagen angewiesen.
Die älteren, noch von der Charakterkunde bestimmten Eigenschaftstheorien waren vorwiegend beschreibend ausgerichtet. Zunehmend wurden jedoch Tests, Verhaltensbeobachtungen, Fragebögen und Messwerte, u. a. Ergebnisse aus der Psychophysiologie und Neuropsychologie, herangezogen, sowie statistische Verfahren (vgl. Differentielle Psychologie, psychologische Tests). Die Begriffe Charakterzug, Charaktertypen und Konstitutionstyp sind heute in der wissenschaftlichen Persönlichkeitspsychologie ungebräuchlich.

## Persönlichkeitseigenschaft als Disposition (theoretische Konstruktion)
In der Persönlichkeitsforschung ist mit Eigenschaft heute nicht ein direkt beobachtbares Verhalten oder ein feststehender Wesenszug gemeint, sondern eine Disposition im Sinne einer Verhaltensbereitschaft. So kann sich eine extravertierte Person in unterschiedlichen Lebenssituationen gesellig, impulsiv und lebhaft verhalten, in anderen Situationen zeigt sich diese Disposition nicht. Ob sich die Disposition auswirkt, hängt von den jeweiligen äußeren und inneren Bedingungen ab. Disposition als theoretisches Konstrukt beschreibt also die mehr oder minder große Wahrscheinlichkeit, dass sich die Person in ähnlichen Situationen erneut so verhalten (befinden) wird. Wie ausgeprägt die individuelle Disposition ist, kann in gültiger und zuverlässiger Weise nur erschlossen werden, wenn mehrere miteinander zusammenhängende (konsistente) Indikatoren wie Testaufgaben und Fragebogenitems sowie verschiedene Situationen berücksichtigt werden. Der psychologische Begriff einer Persönlichkeitseigenschaft wird also methodisch-empirisch konstruiert, indem ähnliche Verhaltensweisen mit statistischen Methoden verknüpft und dann für ähnliche Situationen vorhergesagt werden.
Grundsätzlich wird für alle Persönlichkeitseigenschaften eine biologische Basis im Gehirn des Menschen behauptet, doch existieren erst wenige zuverlässige neurowissenschaftliche Ergebnisse zu diesem Thema. Dass sich Persönlichkeitseigenschaften vollständig auf hirnphysiologische Unterschiede reduzieren lassen, ist jedoch zu bezweifeln. Persönlichkeitseigenschaft ist im Unterschied zur Eigenschaft eines Dinges bzw. einer Substanz ein besonderer psychologisch-theoretischer Begriff (theoretisches Konstrukt) und erfordert über naturwissenschaftliche Begriffe hinaus noch andere Kategorien (vgl. Leib-Seele-Problem, Reduktionismus).
Diese Konstruktionen sind allgemein als hypothetisches Konstrukt bekannt. Dies dient dem Zweck, beobachtbares Verhalten erklären zu können. Persönlichkeitsmerkmale sind zum Beispiel: Intelligenz, Temperament und Kreativität. Dagegen wären Wut, Müdigkeit oder Körperkraft nur situative Zustände, welche nicht über einen längeren Zeitraum anhalten und außerdem auch direkt beobachtbar sind.
Ein Beispiel:
Zur Veranschaulichung dient das Merkmal Intelligenz. Ein Indikator in der Ebene der Empirie wäre zum Beispiel die Leistungsfähigkeit in Problemlöseaufgaben bzw. Tests (zum Beispiel ausgeführt nach den Kriterien der Primärfaktoren von Thurstone). Dieser würde Aufschluss geben über das sich in der Ebene der Theorie befindende hypothetische Konstrukt, hier Intelligenz. Diese beiden (Hypothetisches Konstrukt und Indikator) stehen in einer Wechselbeziehung zueinander. So lässt sich auch von einem bereits bekannten Merkmal einer Person auf den Indikator schließen. Im genannten Beispiel wäre dies das Ausfüllen des Tests in einer bestimmten Zeit.

## Fachgebietsgrenzen
In der Persönlichkeitspsychologie werden spezielle Erklärungsansätze ausgearbeitet: Wie entwickelt sich eine Persönlichkeitseigenschaft? Wie hängt sie mit anderen zusammen und wie wirkt sie sich aus? Wie ist sie psychologisch am besten zu erfassen? Auf dieser Grundlage werden Persönlichkeitstheorien aufgebaut und ein Konzept der Persönlichkeit insgesamt entworfen. 
Durch diesen Bezug auf das System Persönlichkeit unterscheidet sich die Persönlichkeitspsychologie von der Differentiellen Psychologie, die sich mit der genauen Beschreibung der zahlreichen Einzelmerkmale befasst. Dagegen geht es in den Persönlichkeitstheorien hauptsächlich um die strukturellen und dynamischen Zusammenhänge von Persönlichkeitseigenschaften, also um Muster von Eigenschaften und allgemeine Entwicklungsverläufe. Beide Gebiete hängen jedoch eng zusammen, so dass es im Studium eine Fachbezeichnung Differentielle und Persönlichkeitspsychologie gibt. Zu diesem Gebiet gehört auch die wichtige Perspektive, wie sich eine Persönlichkeit über die Lebensspanne entwickelt, die Biografie.

## Einteilung der Persönlichkeitseigenschaften
Die Lehrbücher der Psychologie unterscheiden sich dahingehend, welche Merkmalsbereiche bzw. Persönlichkeitseigenschaften behandelt werden. In der Regel werden die Grundeigenschaften beschrieben, die früher oft als Eigenschaften des Temperaments und des Charakters bezeichnet wurden, z. B. die Erregbarkeit oder Gehemmtheit, die vorherrschende Stimmungslage, die Versöhnlichkeit oder Feindseligkeit. Wichtige Eigenschaftsbegriffe sind u. a. die Introversion–Extraversion oder die Emotionalität (siehe Hans Jürgen Eysenck). Hinzu kommen die Einstellungen, Interessen, Wertorientierungen sowie die Selbstkonzepte, d. h. die Einschätzung der eigenen Person unter verschiedenen Gesichtspunkten. Nach verbreitetem Verständnis werden religiöse, philosophische, politische u. a. Überzeugungen, obwohl sie oft zur überdauernden Eigenart eines Menschen gehören, nicht als Persönlichkeitseigenschaften angesehen. Folglich werden sie – wie auch die individuellen Unterschiede im Sozialverhalten und Kommunikationsstil – eher als ein Teilgebiet der Sozialpsychologie behandelt.
Amelang et al. (2007) unterscheiden allgemein den Leistungsbereich und den Persönlichkeitsbereich. Asendorpf (2007) gliedert hinsichtlich Temperament, Fähigkeiten, Handlungseigenschaften, Bewertungsdispositionen, selbstbezogenen Dispositionen auf (vgl. Differenzielle Psychologie). Die Lehrbücher behandeln in der Regel den Bereich Intelligenz mit den verschiedenen Intelligenzfaktoren, individuellen Unterschieden von Aufmerksamkeit, Gedächtnis, kognitiven Stilen und beziehen außerdem die Kreativität ein. Dagegen werden andere Fähigkeiten (Begabungen) oder persönliche Einstellungen und Überzeugungen kaum berücksichtigt. Solche konventionellen Abgrenzungen sind fachlich kaum zu begründen, denn nach der einleitenden Definition müsste das Gebiet viel weiter gefasst werden. Auch die individuelle Ausprägung von speziellen Motiven, Bedürfnissen, Stimmungen und Emotionen sowie alle wiederkehrenden Abläufe (Verlaufsgestalten) und Muster von Verhaltensweisen können zur Vorhersage künftigen Verhaltens und Befindens herangezogen werden. Methodisch muss dabei zwischen den Vorhersagen für alle Menschen (bzw. für einen bestimmten Teil der Bevölkerung) und der individualisierenden Vorhersage für Einzelne unterschieden werden.
Dementsprechend unterscheiden sich die hauptsächlichen Persönlichkeitstheorien grundlegend hinsichtlich ihres Geltungsbereichs und ihrer empirischen Datenbasis. Nur sehr wenige Persönlichkeitsforscher haben sich, wie Raymond B. Cattell, um eine breit angelegte Inventarisierung der unterschiedlichen Merkmalsbereiche (Eigenschaftsfaktoren, Zustandsfaktoren, Motivations- und Einstellungsfaktoren) bemüht. Der Versuch seines Universellen Index der Grundeigenschaften konnte angesichts der Vielfalt von Merkmalen und Methoden nicht zum Erfolg führen. Auch für die Persönlichkeitseigenschaften gilt ebenso wie für die noch zahlreicheren psychologischen Einzelmerkmale: ein allgemeines Ordnungssystem (Nomenklatur) fehlt und ist auch nicht abzusehen (siehe Differentielle Psychologie).

## Methoden
Persönlichkeitseigenschaften können durch die verschiedenen Methoden der Psychologischen Diagnostik sowie die Methoden der Neuropsychologie und der Psychophysiologie erfasst werden. Wenn dabei das strategische Vorgehen und der praktische Nutzen für eine bestimmte Entscheidung betont werden, wird vom Assessment (siehe auch Assessment-Center) gesprochen. Als typische Methoden, jeweils mit vielen – bis zu Hunderten – einzelnen Verfahren, sind zu nennen: psychologische Tests (z. B. Intelligenztests), standardisierte Fragebogen zur Selbstbeschreibung (Selbstbeurteilung) und zur Fremdbeurteilung (z. B. Depressions-Skala), freie oder strukturierte Interviewmethoden, biografische Analysen, Verhaltensbeobachtungen (z. B. kindliche Spielaktivität) oder Verhaltensmessungen (Registrierung der körperlichen Aktivität), experimentelle Erfassung objektiver Verhaltensmaße (z. B. Reaktionszeiten), physiologische und biochemische Parameter (z. B. Blutdruck, Hormone), neurophysiologische Maße (z. B. EEG). Andere Methoden wie projektive Tests (z. B. Rorschach-Test) oder die Graphologie werden heute kaum mehr angewendet, da ihre Gültigkeit sehr zweifelhaft ist.
Die Operationalisierung bei der Entwicklung generalisierter Merkmale erfolgt nach der sogenannten Facettentheorie. Das Merkmal wird in verschiedene homogenere Inhaltsbereiche zerlegt (die Facetten) und durch Items operationalisiert.
Die wissenschaftliche Qualität der diagnostischen Methoden ist unter mehreren Gesichtspunkten zu beurteilen und zu kontrollieren. Diese Testgüte-Kriterien betreffen die Gültigkeit (Validität), die Zuverlässigkeit (Reliabilität), die Objektivität der Durchführung und Auswertung, den Umfang der Normierung unter Bezug auf die Gesamtbevölkerung sowie weitere Gesichtspunkte (vgl. Differenzielle Psychologie, Eignungsdiagnostik, Gütekriterien psychodiagnostischer Verfahren, Testmethoden). Die Fachverbände der Psychologie haben Richtlinien beschlossen und setzen sich für die Qualitätssicherung ein (Testkuratorium 2007).

## Kritik
Angesichts der zahlreichen verfügbaren psychologischen Methoden liegt es nahe, eine Persönlichkeitseigenschaft möglichst in einander ergänzender und absichernder Weise mit mehreren Methoden zu erfassen – wie es auch dem naturwissenschaftlichen Denken entspricht („multiple Operationalisierung“). Diese Strategie wird, falls verschiedene Arten von psychologischen Daten herangezogen werden, als multi-modal bezeichnet (vgl. Multitrait-Multimethod-Matrix). Wenn im Hinblick auf eine bestimmte Persönlichkeitseigenschaft (1) die Selbstbeurteilungen in einem standardisierten Fragebogen, (2) die Beurteilungen durch geschulte Beobachter, und, falls möglich, (3) die Messung (Registrierung) des Verhaltens verglichen werden, sollte sich eine weitgehende Übereinstimmung (Konvergenz) ergeben.
Tatsächlich zeigen sich sehr oft Widersprüche (Divergenzen). Einzelne Indikatoren einer Persönlichkeitseigenschaft hängen längst nicht so regelmäßig und so eng miteinander zusammen wie erwartet wurde. Beispielsweise kann eine Person in einem Bereich sehr sorgfältig sein, in anderen Lebensbereichen dagegen extrem unordentlich. So scheint das Verhalten im Beruf und in der Freizeit manchmal auf völlig verschiedene Personen zu verweisen. Ähnlich kann das soziale Verhalten je nach Partner und Lebenssituation grundverschieden ausfallen.
Die Ergebnisse systematischer Untersuchungen sind sehr ernüchternd und legen es nahe, auf zu globale und deswegen auch missverständliche Eigenschaftsbegriffe zu verzichten und kleinere, präziser definierbare Einheiten zu bevorzugen (Fiske 1978; Baumann und Stieglitz 2008). Ein bekanntes und wegen der praktischen Konsequenzen wichtiges Beispiel ist die psychologische Diagnostik von akuter Angst bzw. überdauernder Ängstlichkeit: je nachdem, ob der Untersucher sich auf die Berichte des Patienten, auf die Verhaltensbeobachtungen oder auf körperliche Messungen stützt, könnte es zu divergenten Beurteilungen kommen. Angstgefühl, Angstverhalten und physiologische Angsterregung werden in vielen Fällen erheblich voneinander abweichen (Fahrenberg und Wilhelm 2008). Dieser Sachverhalt scheint noch zu wenig bekannt zu sein, muss aber in einer verantwortungsvollen Diagnostik berücksichtigt werden.
Die psychologische Diagnostik der Intelligenz ist einer der wenigen Bereiche, wo – ungeachtet der individuellen Akzente des Intelligenzprofils – im Allgemeinen ein mittlerer bis sehr hoher statistischer Zusammenhang bestimmter Intelligenzfaktoren gesichert ist: Wer bestimmte Intelligenzaufgaben gut lösen kann, wird wahrscheinlich auch mit anderen Aufgabentypen gut zurechtkommen. Unstrittig ist dabei, dass diese Disposition auch im Alltag, in der Schule und im Beruf von großer Bedeutung für den Erfolg ist, auch wenn dies vereinzelt in Frage gestellt wird. Weniger eindeutig ist die Forschungslage allerdings, welche Rolle die Intelligenz bei sozialen Aufgaben oder kreativen Leistungen einnimmt. Hier scheinen weitere Persönlichkeitseigenschaften unabhängig von der Intelligenz eine wichtige Rolle zu spielen. Weiterhin gilt es zu beachten, dass eine hohe Intelligenz auch nicht gänzlich vor unvernünftigem Handeln und fehlerhaften Entscheidungen schützt (siehe Kognitive Verzerrung).